# Gröningen
Gröningen is een gemeente in de Duitse deelstaat Saksen-Anhalt, gelegen in de Landkreis Börde. De plaats telt 3.556 inwoners. De plaats ligt aan de rivier de Bode, tussen Maagdenburg en de Harz.
De plaats was van 1676 tot 1785 een commende van de Pruisische Ordre de la Générosité die feodale inkomsten genoot.

## Indeling gemeente
De gemeente bestaat uit de volgende Ortsteile:
- Dalldorf
- Großalsleben
- Heynburg
- Kloster Gröningen
- Krottorf

## Geboren
- Christiaan van Brunswijk-Wolfenbüttel (1599-1626), hertog van Brunswijk en Lüneburg, en veldheer
- Jacob Friedrich Reimmann  (1668 -1743), filosoof

Altenhausen ·
Am Großen Bruch ·
Angern ·
Ausleben ·
Barleben ·
Beendorf ·
Bülstringen ·
Burgstall ·
Calvörde ·
Colbitz ·
Eilsleben ·
Erxleben ·
Flechtingen ·
Gröningen ·
Haldensleben ·
Harbke ·
Hohe Börde ·
Hötensleben ·
Ingersleben ·
Kroppenstedt ·
Loitsche-Heinrichsberg ·
Niedere Börde ·
Oebisfelde-Weferlingen ·
Oschersleben (Bode) ·
Rogätz ·
Sommersdorf ·
Sülzetal ·
Ummendorf ·
Völpke ·
Wanzleben-Börde ·
Wefensleben ·
Westheide ·
Wolmirstedt ·
Zielitz